# فنی بالوک ورکمن

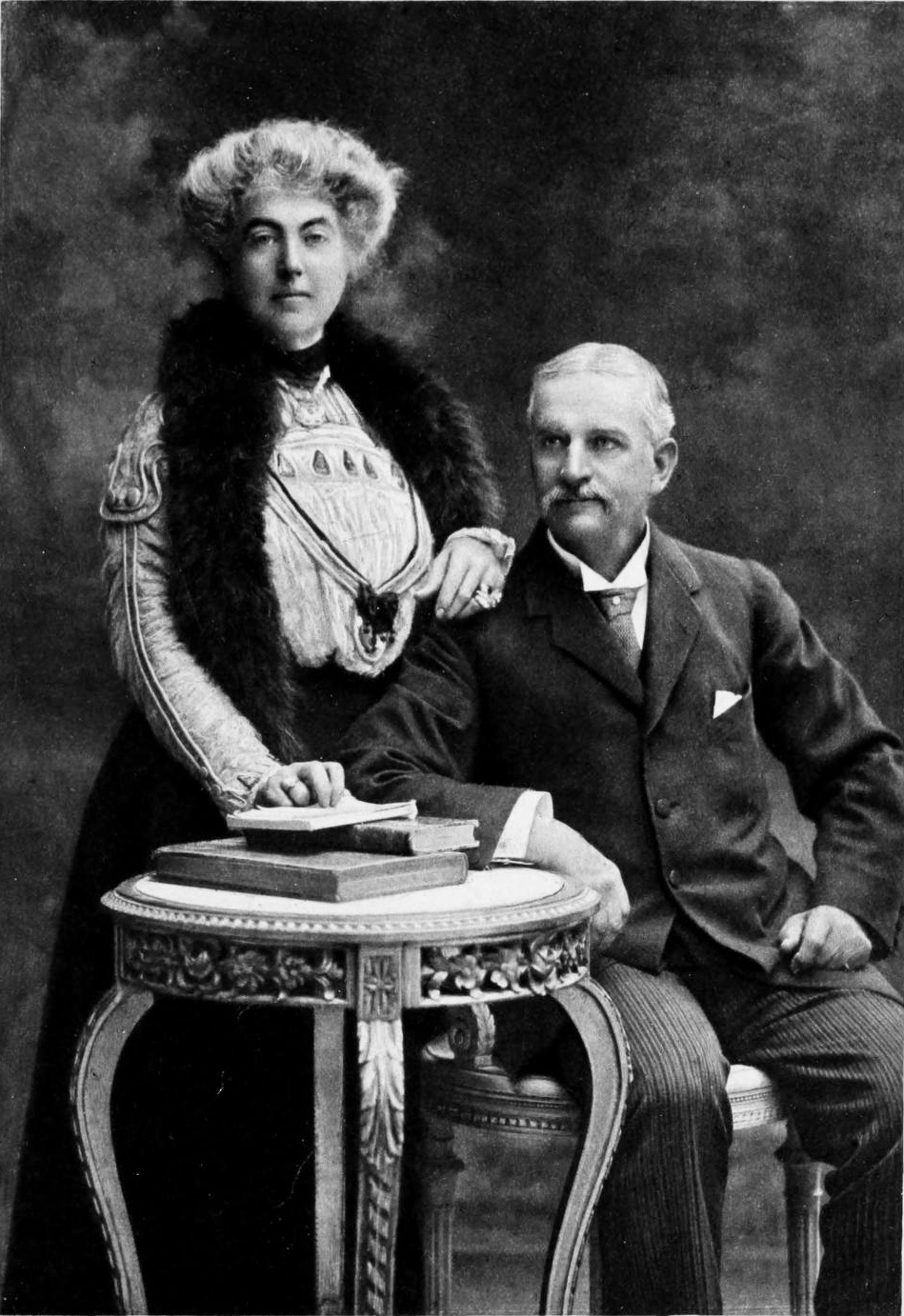
فنی بالوک ورکمن (سمت چپ) در کنار همسر

فنی بالوک ورکمن (انگلیسی: Fanny Bullock Workman؛ ۸ ژانویه ۱۸۵۹ – ۲۲ ژانویهٔ ۱۹۲۵) یک سیاح، جغرافی‌دان، نویسنده، و کوهنورد زن اهل ایالات متحده آمریکا بود. او صعودهای مختلفی در کوه‌های هیمالیا داشت و رکوردهایی از خود به جای گذاشته است. فنی بالوک ورکمن در خصوص حق رأی زنان و حقوق آنان نیز فعال بود.